# Катов (Словаччина)
Катов (словац. Kátov, угор. Kátó) — село, громада в окрузі Скаліца, Трнавський край, Словаччина. Кадастрова площа громади — 4,27 км². Населення — 638 осіб (за оцінкою на 31 грудня 2017 р.).
Знаходиться за ~4 км на південний захід від адмінцентра округу міста Скаліца. Межує із ним за кадастром.
Перша згадка 1452 року.

## Населення
| Рік:            | 1994. | 2004.   | 2014.   | 2024.   |
| --------------- | ----- | ------- | ------- | ------- |
| Кількість осіб: | 538   | 574     | 613     | 624     |
| Різниця:        |       | +6,69 % | +6,79 % | +1,79 % |

| Рік:            | 2023. | 2024.   |
| --------------- | ----- | ------- |
| Кількість осіб: | 615   | 624     |
| Різниця:        |       | +1,46 % |

## Транспорт
Автошляхи II/426, III/1127.
Залізничний зупинний пункт Kátov.